# ホムトフ
ホムトフ （チェコ語: Chomutov [ˈxomutof]、 ドイツ語: Komotau）は、チェコ、ウースチー州の都市。2006年7月1日に憲章都市となった。2008年時点において、チェコにおいて20番目、ウースチー州において4番目に大きな都市である。

## 歴史
ホムトフは元はチェコの市場都市であったが、1252年にドイツ騎士団の所有となり、ドイツ化した。現在も健在のゴシック建築の聖カテジナ教会はこの時期に建てられた。1396年町の憲章を得た。1416年に騎士団はヴェンツェルに町と町の支配権を売却した。
1416年3月16日、ターボル派に急襲され、略奪され、焼き払われた。多くの動乱や所有者の交代の後、1588年にロプコヴィツ (Popel of Lobkovic) の手に渡り、彼はイエズス会の規則を制定した。そのため中産階級のプロテスタントとの間にいざこざが生じた。1594年、町の支配権はボヘミア王冠領の手に渡った。
三十年戦争後、ホムトフの経済は停滞した。鉱業やハードウェア産業の進歩した19世紀後半まで、町は発展しなかった。

## 交通
- ホムトフ/イルコフ・トロリーバス